# 여러분의 국민DJ
《여러분의 국민DJ 전영석입니다》는 전영석의 진행으로 SBS 러브FM에서 방송되었던 라디오 프로그램이다.
이예랑이 2011년 9월부터 2012년 3월까지 방송된 라디오 오디션 국민DJ를 찾습니다 시즌1에서 우승자로 시즌1 종료직후
이 프로를 맡아 9개월 동안 진행하고 2012년 12월부터는 라디오 오디션 국민DJ를 찾습니다 시즌2 우승자인 전영석이 진행하고있다.

## 매일코너
- 사연과 신청곡

## 요일별 코너
- 월요일 : 위기의 영수 (with 안영수 국민DJ 오디션 결선 진출자)
- 화요일 : 흐린 기억 속의 노래를 찾는 시간, 가사~ 숨어있네~ (with 성우 조현정)
- 수요일 : 불시의 영수 (with 안영수 국민DJ 오디션 결선 진출자)
- 목요일 : 대한민국 1%를 위한 특별한 혜택, 애.청.소
- 금요일 : 파리날리네, 울게하소서!